# Looks Like Sex
«Looks Like Sex» es una canción de la artista estadounidense Mike Posner de su próximo segundo álbum Sky High. Fue lanzado el 2 de diciembre de 2011 en los Estados Unidos. La canción fue escrita por Mike Posner y Levy Mason, pero es en gran medida derivado de "Midnight City" por el francés acto M83. La canción no entró en el Billboard Hot 100 y alcanzó su punto máximo en la Bubbling Under Hot 100 Singles gráfico en el número 18.

## Video musical
Posner subido un vídeo de letra de la música en Vevo el 6 de diciembre de 2011. El vídeo musical oficial se estrenó el 9 de enero de 2012.

## Lista de canciones
Descarga digital
1. «Looks Like Sex» - 3:24

- Datos: Q3836717